# Adressbok

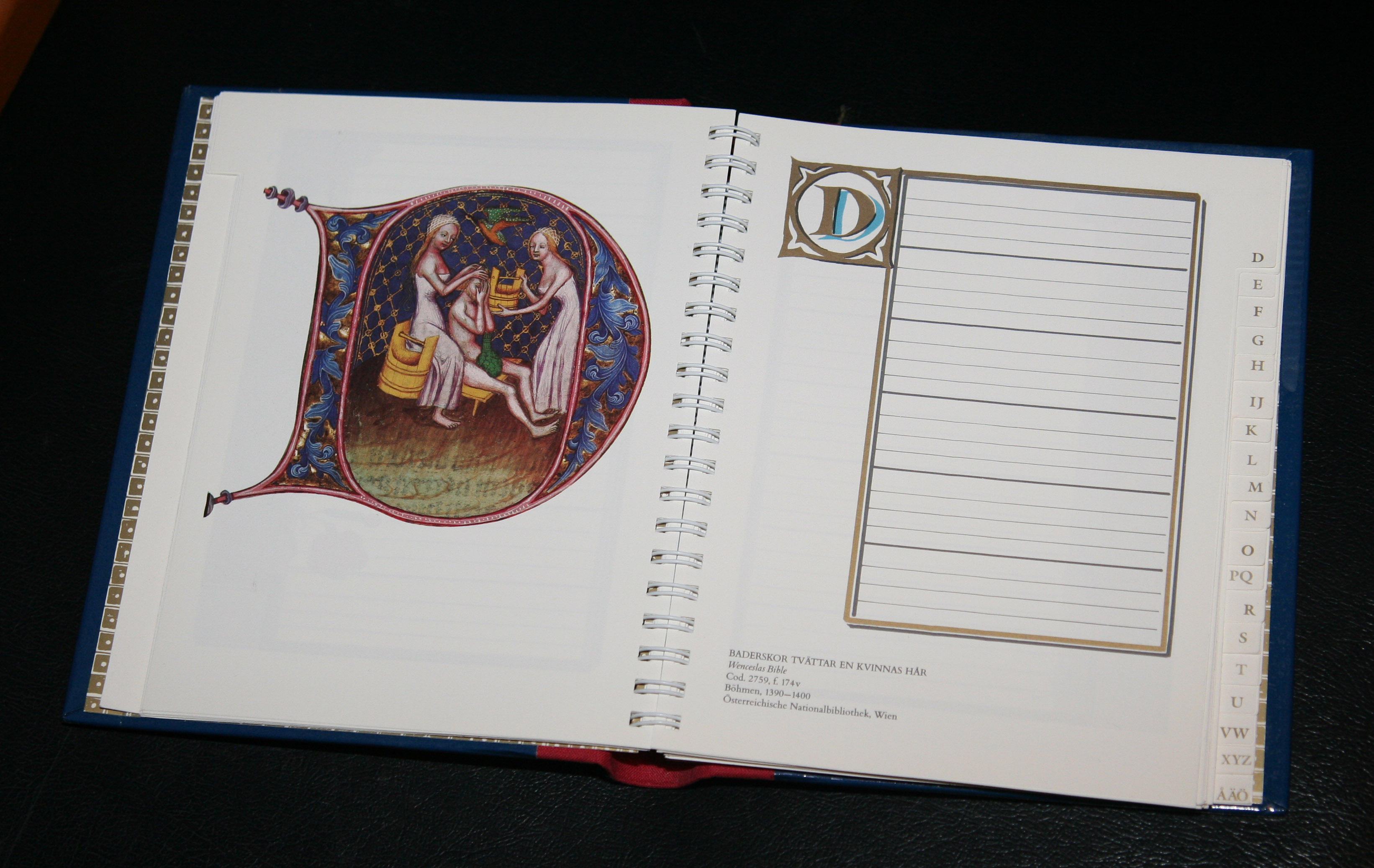
Registret i en adressbok med medeltida illustrationer.

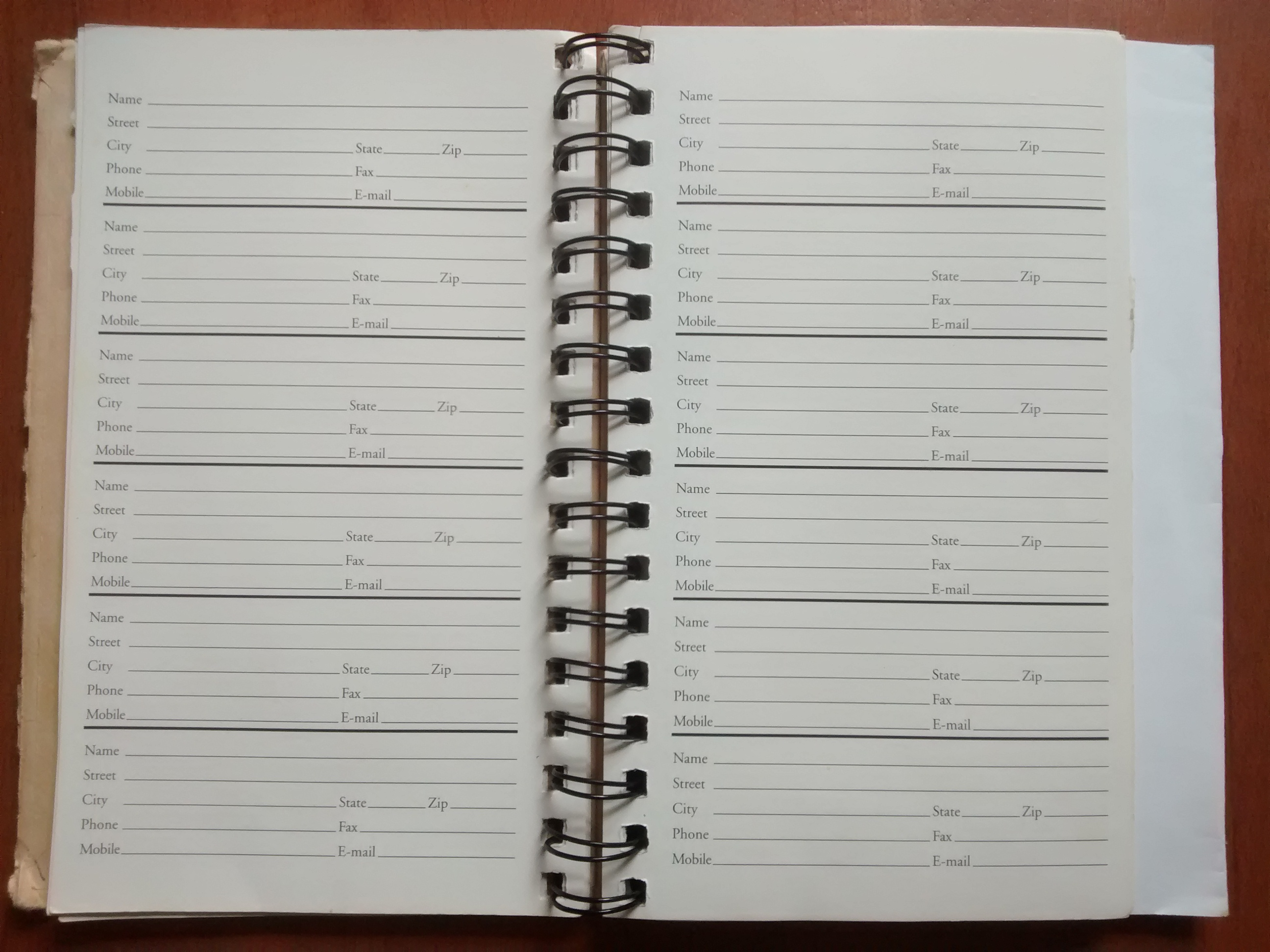
En uppslagen adressbok.

En adressbok eller telefonbok är ett litet häfte eller ofta en liten bok med hårda pärmar, där man fyller i namn, adress och telefonnummer till vänner, bekanta och andra människor man har kontakt med. En adressbok kan ibland ingå som en del av en filofax eller almanacka. Oftast har boken flikar med bokstäver för att man snabbt ska kunna hitta i den.
En datoradressbok eller kontakter är ett register i en e-postklient eller andra datorprogram som används för kommunikation mellan människor. Adressboken innehåller person- eller funktionsinformation såsom namn, e-postadress och telefonnummer. Det är ofta möjligt att bygga grupper av dessa och rikta sina epostutskick till en sådan grupp.